# San Pietro Vernotico
San Pietro Vernotico è un comune italiano di 12 867 abitanti della provincia di Brindisi in Puglia.
Situato nell'area nord del Salento, a metà strada tra Brindisi e Lecce, il comune fa parte del parco del Negroamaro, nel cui territorio sono coinvolti 26 comuni delle province di Brindisi e Lecce. A pochi chilometri dall'abitato si trova la località balneare di Campo di Mare, unica frazione del comune. Provenendo da sud, è l'ultimo comune facente parte dell'arcidiocesi di Lecce.

## Geografia fisica

### Territorio
Il territorio di San Pietro Vernotico è parte dell'area pianeggiante nota come Piana Messapica o Tavoliere di Lecce. L'agro, ricco di falde acquifere sorgive ancora presenti nelle zone di Torchiarolo, è coltivato prevalentemente a oliveti e vigneti. Per la natura carsica del suolo, il territorio è privo di corsi d'acqua superficiali ma si connota per una ricca falda freatica, alimentata dalle precipitazioni invernali, che mantiene umido il terreno anche durante le secche ed afose estati. La superficie è attraversata invece da alcuni canali di raccolta di acqua piovana. Il più grande è chiamato "Infocaciucci" nel dialetto locale. Vi sono anche il Canale Fosso situato nella periferia della città (in dialetto Fuessu) e il Canale Foggia. Il canale Infocaciucci ha origine in contrada Marrese presso Cellino San Marco e termina nel mare adriatico dopo un percorso di 15,306 km e scorre verso il mare Adriatico. Durante l'estate il canale è spesso secco, mentre in inverno, in caso di precipitazioni abbondanti molto frequenti nella zona, può straripare anche a causa del riempimento degli affluenti Foggia e Fosso. Il Canale Fosso nasce a Cellino San Marco e scendendo, dopo aver attraversato San Pietro Vernotico, sfocia nell'Infocaciucci in contrada Pucciarruto dopo avere percorso 5 km.
Il rischio sismico a San Pietro Vernotico è minimo. La cittadina è classificata a sismicità molto bassa (zona 4). L'ultimo fenomeno sismico particolarmente rilevante fu il terremoto del 20 febbraio 1743 con epicentro nel Canale d'Otranto. Capita a volte però di avvertire lievi scosse provenienti dalla Grecia molto vicina al porto brindisino.

### Clima
Il clima è tipicamente mediterraneo, con inverni freschi e piovosi. Si manifesta spesso la nebbia a causa dell'umidità che di media si aggira intorno al 70%. Le estati sono spesso calde e siccitose con minima presenza di vento. Notevole è l'effetto mitigante del mare, poco distante, che riduce le escursioni termiche giornaliere e stagionali ma accresce il tasso di umidità, specie d'estate. Le precipitazioni sono più copiose in autunno e inverno ma non sono rari i fenomeni temporaleschi, specie d'estate. Le precipitazioni nevose sono episodiche, ma non rare.
Classificazione climatica di San Pietro Vernotico:Zona climatica C - Gradi giorno 1123

## Storia
Le ipotesi più plausibili dell'origine del nome sono legate al termine tardo latino vernoticus che significa invernale: secondo il feudale "diritto alla vernotica" (jus vernoticae), il signore feudale poteva pascolare col proprio bestiame l'erba vernotica (invernale) nei fondi dei suoi sudditi. Di recente è stato proposto, plausibilmente, di riferire il termine vernoticus al canale che attraversa il vecchio abitato (il Fosso), da intendere quindi come 'rio vernotico', in quanto fa defluire le acque piovane del periodo invernale.
Le prime tracce documentali relative al toponimo, risalgono al 1195, quando San Pietro Vernotico compare per la prima volta in documenti ufficiali: è infatti tra i feudi che l'imperatrice Costanza d'Altavilla conferma al Vescovo di Lecce, fra le donazioni già fatte da precedenti conti normanni di Lecce (Accardo II e Goffredo III). In particolare, si conferma la donazione di Accardo II della Chiesa del Beato Pietro "che viene detta di Vernotico, con il suo pertinente casale, con uomini, vassalli, terre colte ed incolte, alberi, boschi ed acque, (…) come i già detti Goffredo Conte di Lecce e di Ostuni e Accardo precedente dominatore di Lecce, a noi fedeli, hanno concesso alla Chiesa di Lecce". Da tale documento si può evincere che San Pietro Vernotico esisteva già nel XII secolo d.C.,precisamente nel 1107 quando in un lascito appare come "casale" infatti il Casale di san Pietro (dunque come piccolo villaggio) sviluppato intorno ad una chiesa omonima ancora esistente e che in quel secolo esso fu per la prima volta "infeudato" e cioè sottoposto ad un feudatario (in questo caso il Vescovo di Lecce) che ne assunse il dominio in termini di uomini e cose. Altri documenti risalenti alla stessa epoca dimostrano che nell'area erano presenti altri casali, come Torchiarolo, Tuturano, Valesio, tutti vicini al percorso della Via Traiana Calabra che da Brindisi raggiungeva Otranto, composti al massimo di un centinaio di unità e generalmente costituiti intorno a chiese o cappelle.
Nel 1445 San Pietro Vernotico viene incluso fra i comuni sottoposti agli editti previsti negli Statuta et capitula florentissimae civitatis Litii emanati da Maria d'Enghien, contessa di Lecce.
Per secoli, il piccolo casale di San Pietro registra un numero esiguo di abitanti. In quell'epoca, il centro del nucleo abitativo si è ormai spostato intorno all'attuale Piazza del Popolo, l'attuale Chiesa Matrice e la Torre Quadrata. Nel 1500 infatti, a causa degli ormai sistematici attacchi dei corsari turchi, la via di collegamento fra Brindisi e Lecce viene arretrata verso l'entroterra, rispetto all'antico percorso della Via Traiana Calabra, passando ora per una direttrice più sicura attraverso San Pietro Vernotico, Squinzano, Trepuzzi. È forse per questa ragione, che si spiega lo spostamento già detto del centro del paese, che sembra avvenire nella prima metà del Cinquecento.
Agli inizi del 1800, San Pietro Vernotico viene menzionato nel "Dizionario geografico-ragionato del Regno di Napoli". In esso si annota che "gli abitanti ascendono a 1500. I prodotti del territorio consistono in frumento, vino ed olio. Vi sono due luoghi pii, che sono stati eretti per sollievo de' poveri. Si possiede dalla Mensa vescovile di Lecce. La tassa nel 1532 fu di fuochi 93, nel 1545 di 119, nel 1595 di 193, nel 1648 dello stesso numero, e nel 1669 di 143".
È solo col 1806, anno della legge di eversione del feudalesimo nel Regno di Napoli, che San Pietro Vernotico non è più feudo del Vescovado di Lecce e in particolare della Mensa Vescovile del capoluogo.
Nel 1928, con l'istituzione della provincia di Brindisi, il comune ne entrò a far parte conservando però ancora oggi dialetti, cultura e arcidiocesi di appartenenza.

### Simboli
Lo stemma e il gonfalone del comune di San Pietro Vernotico sono stati concessi con regio decreto del 29 dicembre 1930. Sullo sfondo azzurro dello stemma municipale è raffigurata l'immagine di un albero di quercia, simbolo araldico di forza e immortalità. Il gonfalone è un drappo di azzurro.

## Monumenti e luoghi d'interesse

### Architetture religiose

#### Chiesa di San Pietro Apostolo
La chiesa di San Pietro Apostolo viene nominata per la prima volta in un documento diplomatico del 1195, in cui l'imperatrice Costanza d'Altavilla conferma al Vescovo di Lecce, fra le donazioni già fatte da precedenti Conti normanni, la “Chiesa del Beato Pietro” che viene detta di Vernotico, con il suo pertinente casale, con uomini, vassalli, terre colte ed incolte, alberi, boschi ed acque, (…).
La chiesa di San Pietro ebbe nei secoli successivi una posizione sempre più periferica rispetto al centro di maggiore sviluppo del paese.
Nel 1787 l'edificio fu sottoposto ad un profondo rifacimento, come dimostra l'epigrafe ancora visibile sul portale della chiesa: D.O.M. AEDAM HANC DIVO PETRO SACRAM CLERUS VERNOTICENSIS A SCIPIONE SPINA LYCENSIUM PONTIFICI SIBI PATRONATUS JURE LEGATAM, POSTICA ACCESSIONE THOLO, AC MARMORATO EX COLLOATA PIORUM STIPE, AMPLIOREM ELEGANTIOREMQUE F.C.ANNO DOMINI 1787.
L'interno conserva tre altari: il principale è dedicato al titolare della chiesa e sormontato da un dipinto che raffigura Pietro apostolo e Gesù; gli altri altari sono dedicati, uno a San Paolo e l'altro alla Madonna di Loreto. Nella parte della cupola sono conservati quattro affreschi degli evangelisti. Gli altri dipinti sono a temi paolini e petrini, mentre le statue raffigurano San Luigi Gonzaga, san Biagio vescovo, santa Rita da Cascia, la Vergine di Pompei e l'Addolorata.
La leggenda popolare vuole che, sul lato sinistro della Chiesa di San Pietro, fosse collocato anticamente un pozzo dall'acqua miracolosa, che serviva a guarire le ferite dei morsi delle tarantole; oggi esso è chiuso, anche se in paese la disputa fra chi lo vuole aperto e chi chiuso continua ancora. La chiesa purtroppo non è una parrocchia, bensì fa parte delle chiese di proprietà della Cattedrale leccese della Madonna Assunta, che vengono aperte solo in particolari evenienze, come la festa del loro partono, o solo per la messa settimanale serale.

#### Chiesa Matrice
Il nucleo più antico della Chiesa Matrice risale al Cinquecento circa infatti secondo i documenti gelosamente conservati in sacrestia la chiesa aveva un parroco già nl 1464. La cattedrale è costituita dall'attuale navata centrale e dal rosone posto al centro, perfettamente conservato in pietra leccese, decorato da sei figure angeliche, inframezzate da decorazioni vegetali, una figura di sirena e, nella sommità del rosone, due leoni fronteggianti che sostengono un anello di particolare forma romboidale. Fra le due figure animali, come anche nella cornice più esterna del rosone, si notano inoltre lettere maiuscole di non facile lettura e interpretazione.

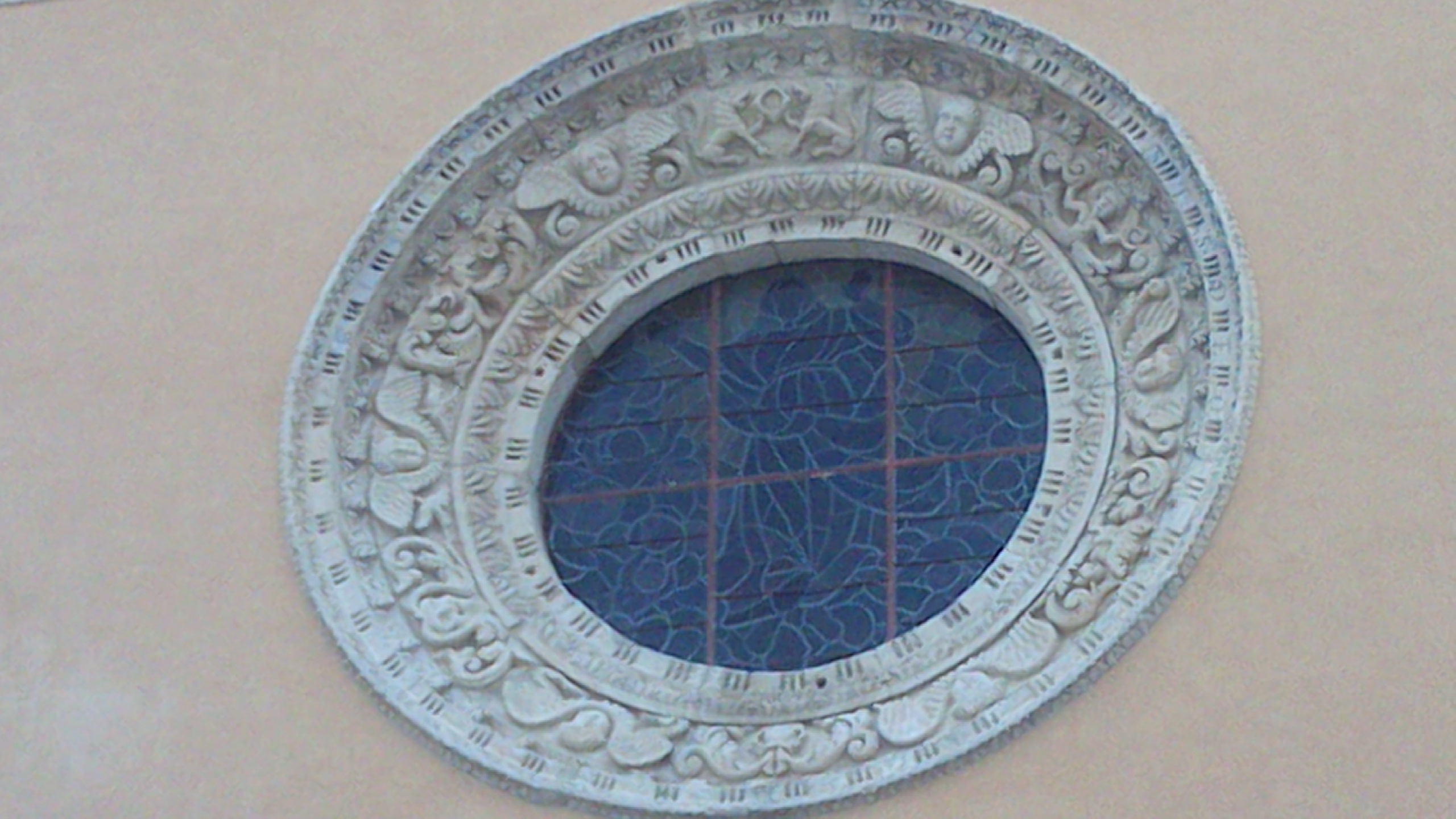
Rosone sulla facciata della chiesa di Santa Maria Assunta in pieno stile Barocco leccese

Le navate laterali, più piccole, sono state costruite successivamente. L'interno è contraddistinto da due paia di colonne marmoree alte circa 15 metri e ornate di capitelli, dalle quali si dipartono ampi archi. Le volte sono a crociera uno dei quali danneggiato in una tromba d'aria memorabile in paese avvenuta nel 2006. Sulla controfacciata è posto un organo a canne ottocentesco. Il presbiterio è visivamente separato dalle navate mediante un grande arco, la cui chiave di volta regge uno stemma marmoreo sorretto da due angeli in bassorilievo, recante la data 1907, anno dell'ultima ristrutturazione della chiesa.
Sopra l'altare principale, dedicato a sant'Oronzo, vi è un rilievo dell'Assunzione di Maria con un altro piccolo rosone a vetro colorato. Nel transetto sinistro è posto un altare in stile barocco interamente di marmo composto da colonne finemente decorate le cui sommità sormontate da 2 statue marmoree di santi. L'altare è dedicato a Maria Immacolata. L'altare del transetto destro, dedicato al Sacro Cuore di Gesù, è anch'esso in stile barocco con bassorilievo di fasci di due colonne che formano una struttura in forma di tempio.
Nella chiesa si conservano le statue dei tre santi patroni della città: la statua di San Pietro Apostolo è ascrivibile alla scuola veneziana del Settecento, mentre quelle della Madonna del Carmine e di Sant'Antonino sono in cartapesta. In cartapesta è pure la statua settecentesca della Beata Vergine Addolorata, mentre quella di Sant'Agnese risale all'Ottocento. Sotto l'altare maggiore si estende un'area di sepoltura probabilmente di prelati e religiosi del luogo.
Secondo alcune leggende metropolitane la chiesa nella sua ristrutturazione del pavimento portò alla luce cadaveri sepolti molto in superficie da non confondere con quelli di sacerdoti e benestanti che sono sepolti in una cripta con accesso situato dietro l'altare maggiore

### Architetture militari

#### Torre quadrata

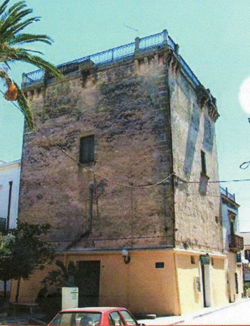
La Torre Quadrata

La Torre Quadrata è una costruzione sulla cui epoca di fondazione sono diffuse opinioni diverse. La datazione che si ritiene più remota risale al 1300
La leggenda vuole che proprio dall'alto della Torre i Sampietrani, durante le invasioni ottomane, avvistarono i turchi sbarcati sulla costa e, una volta sopraggiunti nel borgo, li sconfissero dopo una cruenta battaglia costringendoli a ripiegare verso il mare e lasciando sul campo il loro Vessillo che ancora oggi viene portato in Corteo e festeggiato dalla Popolazione ne L'asta della Bandiera,tradizionalmente celebrata il giorno di Pasqua, e che da ormai tanti anni è stata spostata alla domenica successiva, nella quale ci si aggiudica la storica bandiera percorrendo il percorso dalla via Brindisi andando verso il palazzo comunale per tornare poi indietro verso la piazza del popolo dove a seguito di spettacoli pirotecnici, esibizioni narrazioni e testimonianze parte il corteo che da piazza del popolo si sposta verso la chiesa di San Pietro dove si narra che alla fine della guerra sia stata posta la bandiera, proprio sotto i piedi della statua di san Pietro.
D'altra parte, non vi sono testimonianze documentali che farebbero risalire a tale epoca, la costruzione dell'edificio. L'unico elemento attraverso cui poter fissare una datazione certa, è lo stemma incardinato al centro delle volte del pianterreno della costruzione e che sembra appartenente all'arma della nobile famiglia Castromediano. Tale elemento potrebbe far datare la costruzione della Torre Quadrata, agli anni 1535-1552 durante i quali si ebbe a Lecce l'Arcivescovado di Giovanni Castromediano.
L'edificio fu realizzato in pietra calcarea. Esso doveva sicuramente far parte della rete di torri fortificate, utilizzate per l'avvistamento e per la difesa dalle invasioni piratesche, saracene prima e ottomane poi, che, fino al '700 infestarono le coste italiane.

### Aree naturali

#### Riserva naturale regionale orientata Bosco di Cerano
La Riserva naturale di Cerano è un'area naturale protetta fra il territorio del comune di Brindisi e quello di San Pietro Vernotico. Esso è situato nella zona di Cerano e possiede specie arboree tipiche della macchia mediterranea.

## Società

### Evoluzione demografica
Abitanti censiti

### Etnie e minoranze straniere
Al 31 dicembre 2023 nel territorio comunale si registrava la presenza di 591 stranieri, pari al 3,32% della popolazione stranieri residenti (187 maschi e 207 femmine).
Si riportano le nazionalità più rappresentate:
- Romania: 108
- Nigeria: 75
- Albania: 33
- Cina: 16
- Costa d'Avorio: 14

### Lingue e dialetti
Il dialetto sampietrano presenta numerose affinità con il dialetto leccese.

### Religione
San Pietro Vernotico fa parte dell'arcidiocesi di Lecce. Rientra nella vicaria di Squinzano. Le parrocchie presenti nel comune di San Pietro Vernotico sono tre: Maria SS. Assunta, Santi Angeli Custodi e San Giovanni Bosco.

### Tradizioni e folclore

#### L'asta della bandiera
Un'importante tradizione che ha avuto origine secoli fa è la festa dell'asta della bandiera in ricordo dell'invasione dei turchi nel territorio sampietrano. Si racconta che il popolo di allora avvistò dall'alto della Torre Quadrata l'arrivo dei turchi dal mare e si organizzò per la difesa. Fu così che i turchi furono sconfitti dai sampietrani, lasciando sul campo di battaglia la loro bandiera. Il vessillo raccolto dai sampietrani fu deposto ai piedi della statua del santo patrono (san Pietro Apostolo). Ogni pomeriggio della domenica successiva a quella di Pasqua si ricorda questo episodio leggendario. Vi partecipano tutti i rioni o singoli cittadini offrendo una cifra, mentre la bandiera viene sventolata per il Centro del paese.
La processione parte dal Sagrato della Chiesa Matrice per poi concludersi sul piazzale della Chiesa di San Pietro Apostolo. Tradizione vuole che il vincitore dell'asta goda di rispetto e di riverenza da parte dei concittadini per tutto il periodo in cui custodisce il vessillo storico. Il vessillo anche se simbolo non ufficiale del paese viene portato in tutte le processioni, specialmente in quelle di Ferragosto e del 29 giugno, festa del patrono di San Pietro Vernotico.

## Cultura

### Istruzione
Il comune di San Pietro Vernotico è sede di tre scuole elementari, di due scuole medie (il plesso "Dante Alighieri" e il plesso "Don Giovanni Minzoni" situati entrambi in viale Degli Studi) e dell'Istituto Tecnico Commerciale Statale "Nicola Valzani" sempre situato in viale Degli Studi, oltre a un istituto superiore paritario privato situato in via Lecce.

## Geografia antropica
Il comune è tradizionalmente suddiviso in sette rioni:
- Rione "lu Fuessu" (il fosso), zona concernente la chiesa di San Giovanni Bosco
- Rione "le Fòrche" (parte di aratro o stalle), dalla via Mesagne verso il nord del paese
- Rione "la Lèzza" (il leccio), dalla via Mesagne verso il sud del paese
- Rione "Crucicchia" (piccola croce, intesa sia come legame con cui si lega il covone di grano, sia come piccolo crocevia), zona concernente via Lecce
- Rione "le Sciardine" (i giardini), zona concernente via De Gasperi
- Rione "Chiazza Rande" (piazza grande), zona concernente Piazza del Popolo nel centro geografico e storico della città
- Rione "la Strata te Brindisi" (la strada di Brindisi), zona concernente via Brindisi

## Economia
L'economia di San Pietro Vernotico si basa essenzialmente sull'agricoltura. Olio, vino e carciofi sono le principali risorse. Nell'area industriale prossima all'abitato dal 2008 è presente un centro logistico di stoccaggio di prodotti agricoli. Una certa importanza ha la centrale elettrica di Cerano, nelle vicinanze di San Pietro Vernotico, che dà lavoro a maestranze locali. L'impatto della centrale, dal punto di vista ambientale, è stato oggetto di un referendum negli anni 80.

### Servizi
Il paese è provvisto di una sede ospedaliera facente parte dell'ASL della sezione di Brindisi, è intitolato a Ninetto Melli, inoltre di un teatro di proprietà della parrocchia Don Bosco, di una biblioteca comunale intitolata a "Giuseppe Melli" situata in via Sant' Antonio, di un Cinema denominato Cinema Massimo che proietta tutte prime visioni e d'essai, di un istituto religioso ("Suore Discepole di Gesù Eucaristico") nonché di un impianto sportivo, un palasport e di uno stadio comunale. Ha inoltre un cimitero, un ufficio di Polizia locale situato in piazza Falcone, uno dei Carabinieri situato in via Campi ed una tenenza della Guardia di Finanza situata in via Garibaldi.

## Amministrazione
Di seguito è presentata una tabella relativa alle amministrazioni che si sono succedute in questo comune.
| Periodo         | Periodo         | Primo cittadino        | Partito                                 | Carica               | Note   |
| --------------- | --------------- | ---------------------- | --------------------------------------- | -------------------- | ------ |
| 10 luglio 1985  | 10 agosto 1990  | Antonio D'agostino     | Partito Socialista Italiano             | Sindaco              | [ 14 ] |
| 10 agosto 1990  | 5 febbraio 1991 | Claudio Lariccia       | Partito Socialista Democratico Italiano | Sindaco              | [ 14 ] |
| 5 febbraio 1991 | 21 giugno 1991  | Archimede De Bonis     |                                         | Comm. pref.          | [ 14 ] |
| 21 giugno 1991  | 24 giugno 1996  | Salvatore Mariano      | Partito Democratico della Sinistra      | Sindaco              | [ 14 ] |
| 24 giugno 1996  | 1º maggio 2000  | Giuseppe Romano        | sinistra                                | Sindaco              | [ 14 ] |
| 1º maggio 2000  | 21 giugno 2002  | Nicola Dione           | centro-destra                           | Sindaco              | [ 14 ] |
| 21 giugno 2002  | 27 maggio 2003  | Guido Aprea            |                                         | Comm. straordinario  | [ 14 ] |
| 27 maggio 2003  | 3 febbraio 2005 | Giuseppe Romano        | sinistra                                | Sindaco              | [ 14 ] |
| 19 aprile 2005  | 13 aprile 2010  | Gianpietro Rollo       | centro-sinistra                         | Sindaco              | [ 14 ] |
| 13 aprile 2010  | 1º giugno 2015  | Pasquale Rizzo         | centro                                  | Sindaco              | [ 14 ] |
| 1º giugno 2015  | 4 luglio 2017   | Maurizio Renna         | centro-sinistra Ricostruiamo San Pietro | Sindaco              | [ 14 ] |
| 13 luglio 2017  | 11 giugno 2018  | Antonietta Olivieri    |                                         | Comm. straordinario. | [ 14 ] |
| 11 giugno 2018  | 15 maggio 2023  | Pasquale Rizzo         | lista civica Insieme per Rizzo sindaco  | Sindaco              | [ 14 ] |
| 15 maggio 2023  | in carica       | Maria Lucia Argentieri | lista civica Domani Argentieri sindaca  | Sindaco              | [ 14 ] |

### Gemellaggi
- Sanarica

## Sport
Nella cittadina è presente un noto dojo di karate, la Società Pugliese Dojo Dokko-Do fondata nel 1968: diversi suoi atleti hanno conseguito titoli a livello nazionale e internazionale nei campionati Fijlkam.
Negli sport di squadra, San Pietro Vernotico conta su diverse formazioni cittadine:
- Calcio: sono presenti la SSD San Pietro Vernotico e la ASD San Pietro Vernotico, entrambi militanti nel campionato di seconda Categoria.
- Pallacanestro: la U.S.S.P. San Pietro, fondata nel 1973, iscrive le proprie formazioni maschili e femminili ai campionati regionali di promozione e serie B.
- Pallavolo femminile: la Volley Skylo San Pietro Vernotico milita nella Serie B1 italiana di pallavolo femminile.